# Xã Mount Vernon, Quận Winona, Minnesota
Xã Mount Vernon (tiếng Anh: Mount Vernon Township) là một xã thuộc quận Winona, tiểu bang Minnesota, Hoa Kỳ. Năm 2010, dân số của xã này là 273 người.